# Elvira Remet
Elvira Remet fue una vedette y actriz argentina.

## Carrera
Remet llegó a las tablas gracias a su sensual y atractiva figura que le permitió lucirse como vedette en el Teatro Casino en Buenos Aires. Luego se consagró como actriz en cine y teatro fundamentalmente.
En la pantalla grande tuvo pequeños roles en filmes de principios de los 40's tales como La luz de un fósforo, dirigida por Leopoldo Torres Ríos, protagonizado por Severo Fernández y Pepita Serrador, Sinvergüenza con Paquito Busto y Aída Alberti, e Historia de crímenes con dirección de Manuel Romero y protagónicos de Narciso Ibáñez Menta y Zully Moreno.
En teatro integró en 1941 la Compañía Cómica de Comedias Musicales de Domingo Froio, con la que presentó la obra Mujeres vienen y van, junto con Froio, Maruja Celimendi, Luis Bertona y Elisa Labardén,  estrenada en el Teatro Español. Trabajó en 1944 en una obra del Teatro Astral titulada Si Eva se hubiese vestido dirigida por Antonio Cunill Cabanellas, encabezada por la ·Compañía Gloria Guzmán - Enrique Serrano, junto con Juan Carlos Thorry, Blackie, Emilia Helda, Carlos Castro, Susana Vargas, Amalia Bernabé, Alfredo Jordán, Julián Bourges, Tomás Hartich y Hugo Míguez.